# Velký Roudný (národní přírodní památka)
Velký Roudný je národní přírodní památka na vrchu Velký Roudný (781 m n. m.) v blízkosti obce Roudno v okrese Bruntál. Oblast spravuje AOPK ČR Správa CHKO Jeseníky.

## Ochrana
Předmětem ochrany je tvarově dokonale vyvinutý stratovulkán.